# Partido Nacional Campesino de Alexandrescu
El Partido Nacional Campesino de Alexandrescu (Rumano: Partidul Național Țărănesc–Alexandrescu, PNȚ-A) fue un partido político de Rumania.

## Historia
El partido estuvo establecido como parte del rompimiento del Partido Nacional Campesino y dirigido por Anton Alexandrescu. En mayo de 1946 fue uno de los partidos que estableció el Bloque de Partidos Democráticos, junto al Partido Socialdemócrata de Rumania, el Partido Nacional Liberal de Tatarescu, el Frente de Labradores, el Partido Comunista y el Partido Nacional Popular de Rumania. En 1946, el Bloque ganó 347 de los 414 asientos, con el PNȚ-A tomando 20.
En 1948 el partido se fusionó al Frente de Labradores.